# مركز كينيدي الثقافي
مركز كينيدي الثقافي (بالإنجليزية: The Kennedy Center Honors) مركز ثقافي يقع في قلب العاصمة واشنطن، ويعد أفخم المراكز الثقافية فيها ويمنح جائزة كينيدي الثقافية في كل عام.

## وصلات خارجية
- جائزة مركز كينيدي الثقافي على موقع IMDb (الإنجليزية)
- جائزة مركز كينيدي الثقافي على موقع ميوزك برينز (الإنجليزية)